# 佐藤昌祐
佐藤 昌祐（さとう しょうすけ、1920年3月4日 - 2005年6月30日）は日本の洋画家。大正9年3月4日に山形県酒田市中之口町12番地（現-本町）に生まれる。旧制琢成第一小学校、山形県立酒田中学校、東京美術学校（現・東京藝術大学）を卒業。山形師範学校（現・山形大学地域教育文化学部）助教授となる。山形大学を退職後、東京へ移住。上京後は美術団体展や個展等で作品を発表。昭和34年に同志とともに洋画の公募美術団体「蒼騎会」を創立。1978年には第18回蒼騎会展が文部大臣賞を受賞。練馬区文化事業功労者表彰。
| スタブアイコン | サブスタブ | この項目は、まだ閲覧者の調べものの参照としては役立たない、美術家・芸術家に関連した書きかけの項目です。この項目を加筆・訂正などしてくださる協力者を求めています（P:美術）。 |